# Diachronisches Museum Larisa

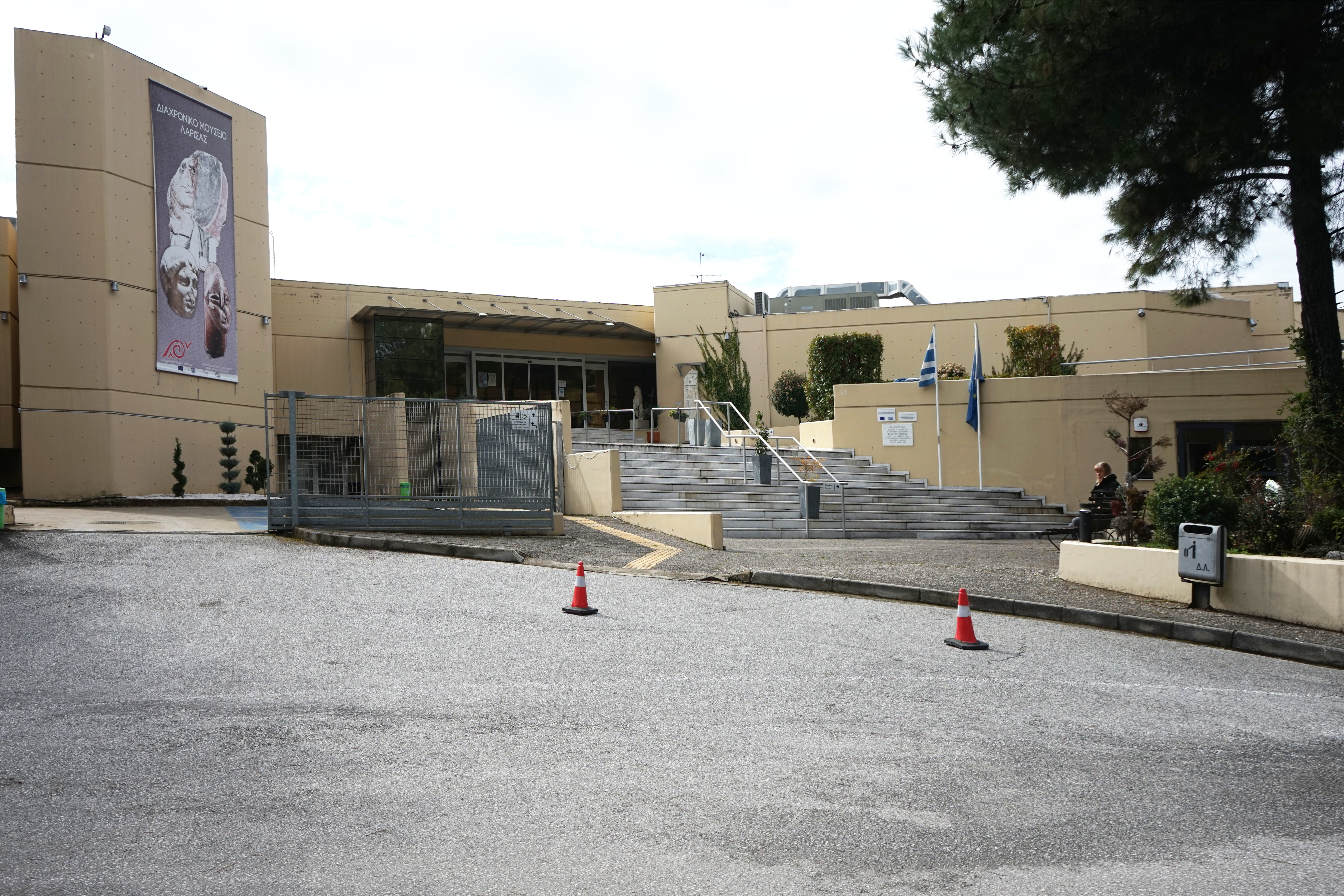
Diachronisches Museum Larisa

Im Diachronischen Museum Larisa (griechisch Διαχηρονικό Μουσείο Λάρισας Diachronikó Mousío Lárisas) werden Fundstücke aus den Regionalbezirken Larisa, Trikala und Karditsa ausgestellt.

## Lage
Das Museum liegt rund 120 Kilometer südlich von Thessaloniki, am südöstlichen Stadtrand von Larisa auf dem Mezourios Hügel.

## Gebäude
1984 wurde ein innergriechischer Architekturwettbewerb zum Bau des Museums ausgeschrieben, den der Architekt P. Fotiadis für sich entschied. Der Baubeginn war 1996, die Fertigstellung erfolgte 2006. 2012 schloss das alte Archäologische Museum, das in einer Moschee im Stadtzentrum untergebracht war. Nach dem Umzug der Ausstellungsstücke wurde das Museum am 28. November 2015 für den Publikumsverkehr geöffnet.
Der Komplex besteht aus drei Gebäuden, die zwischen zwei und vier Stockwerke aufweisen. Die Gesamtgrundfläche beträgt 11750 m².
- Im ersten Gebäude befinden sich die Rezeption, ein Amphitheater mit 100 Sitzplätzen, Räume für Veranstaltungen, ein Souvenirshop und ein Café.
- Das zweite Gebäude beherbergt die Büros der Altertümerverwaltung des Regionalbezirks Larisa, der Ephoria Archaeotiton Larisas.
- Das Museum selbst nimmt den Hauptteil des Gebäudes ein. An die Ausstellungsfläche sind neben Lagerräumen auch Werkstätten zum Bearbeiten und Konservieren von Malereien und Wandmalereien, Stein und Marmor, Keramik und Glas, Metallen und Mosaiken angeschlossen.[3]

### Aufteilung der Ausstellungsfläche
- Prähistorisches Zeitalter
- Neolithische Epoche
- Bronzezeit
- Archaische und klassische Periode

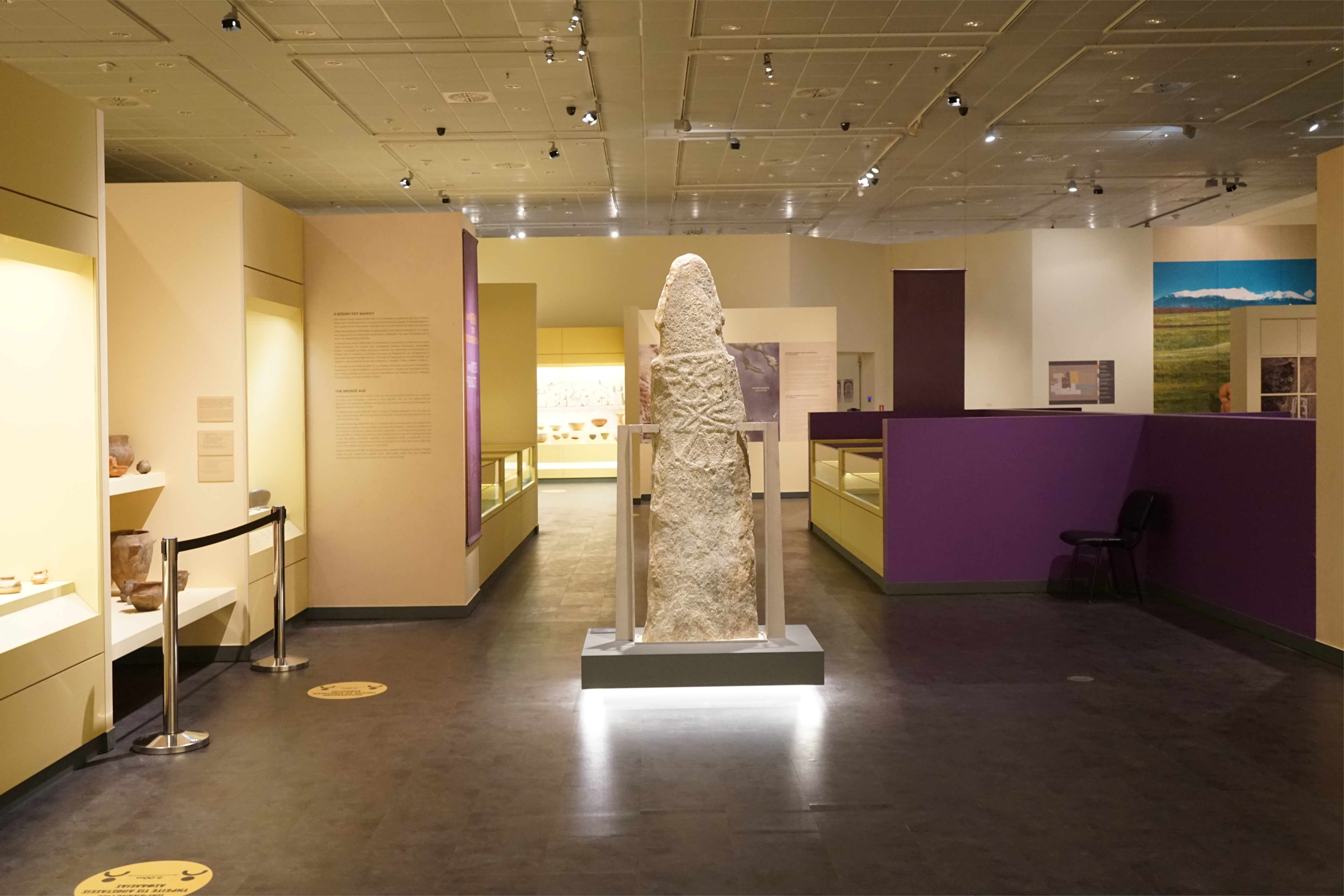
Diachronisches Museum Larisa, die Ausstellung

- Hellenistische und römische Periode
- Frühchristliche Periode
- Byzantinische Periode
- Ottomanische Herrschaft

## Bedeutende Exponate

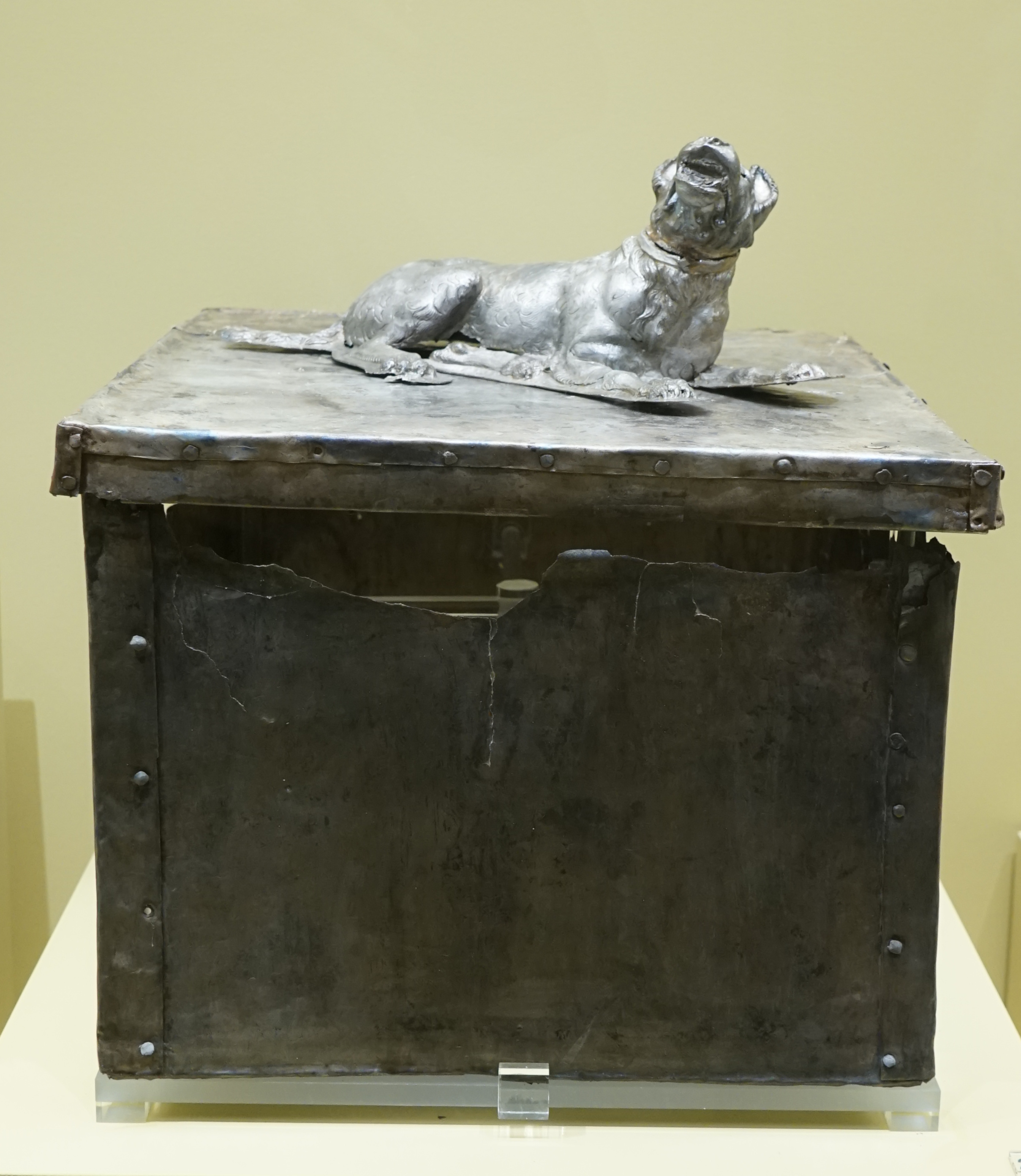
Diachronisches Museum Larisa, Larnax

- Tierknochen und Werkzeuge aus prähistorischer Zeit
- Gut erhaltene keramische und gläserne Funde
- Münzen, darunter zwei goldene persische Dareikoi
- Eine Urne aus der archaischen Periode, die mit Buchstaben eines thessalischen Alphabets beschriftet ist
- Metallene Larnax, die von einem Hund bewacht wird
- Mosaike aus der frühchristlichen und byzantinischen Periode
- Ikonen und Epitaphe